# Пйотровиці (Рицький повіт)
Пйотровиці (пол. Piotrowice) — село в Польщі, у гміні Стенжиця Рицького повіту Люблінського воєводства. Населення — 258 осіб (2011).
У 1975-1998 роках село належало до Люблінського воєводства.

## Демографія
Демографічна структура станом на 31 березня 2011 року:
|          | Загалом | Допрацездатний вік | Працездатний вік | Постпрацездатний вік |
| -------- | ------- | ------------------ | ---------------- | -------------------- |
| Чоловіки | 129     | 23                 | 89               | 17                   |
| Жінки    | 129     | 21                 | 67               | 41                   |
| Разом    | 258     | 44                 | 156              | 58                   |